# Erwtenboompje
Erwtenboompje (Caragana arborescens) is een soort afkomstig uit Siberië en delen van China en het naburige Mongolië en Kazachstan. De struik groeit zowel op droge als op vochtige grond en staat het liefste in de volle zon.

## Kenmerken
De erwtenstruik is een bladverliezende, sterk vertakte en opgaande struik. Hij kan een hoogte bereiken van vier tot zes meter. Jonge scheuten van de struik zijn aanvankelijk fijn behaard en later kaal. De bast is olijfgroen tot bruingrijs van kleur.
De geveerde bladeren zijn afwisselend. De afzonderlijke blaadjes zijn 1 tot 2,5 centimeter lang en geelgroen van kleur. De lichtgele bloemen verschijnen van mei tot juli en worden tot 2,5 centimeter lang. Van hen ontwikkelen zich tot 5 centimeter lange, smalle peulen met een roodachtige kleur.
Het aantal chromosomen is 2n = 16.

## Voorkomen
De gewone erwtenstruik is inheems in Noordoost-Azië, van Mantsjoerije tot Siberië. Het gaat goed om met koude winters en hete, droge zomers. Het werd geïntroduceerd als sierplant in Europa en Noord-Amerika en is daar een neofiet.

## Gebruik
Bij geschikte bodem- en klimaatomstandigheden kan de erwtenstruik worden gebruikt als ondersteunend onderdeel in windschermstroken. Erwtenstruiken, die standaard in de tuinbouw worden aangeboden, zijn meestal een enting van de gewone erwtenstruik met de dwergerwtenstruik.

## Giftigheid
De zaden zijn van oudsher gebruikt als pluimveevoer en als voedsel voor mensen in tijden van nood. De zaden zijn eetbaar zowel gekookt als ongekookt. Ze hebben een lichte erwtensmaak. Wegens spijsverteringsklachten van grote hoeveelheden ongekookte zaden is het verstandig de zaden eerst te koken.